# Straszimira Simeonowa

Straszimira Filipowa (Simeonowa) zawodniczką RC Cannes w sezonie 2008/2009

Straszimira Simeonowa z domu Filipowa (buł. Страшимира Cимеонова, ur. 18 sierpnia 1985 w Sofii) – bułgarska siatkarka, reprezentantka kraju, grająca na pozycji środkowej. 
Jej mężem jest Simeon Simeonow. W listopadzie 2016 roku urodziła córkę Monikę, a w 2020 roku córkę Teresę. 

## Kariera klubowa
| Kariera juniorska         | Kariera juniorska          | Kariera juniorska | Kariera juniorska | Kariera juniorska | Kariera juniorska | Kariera juniorska | Kariera juniorska | Kariera juniorska | Kariera juniorska | Kariera juniorska |
| ------------------------- | -------------------------- | ----------------- | ----------------- | ----------------- | ----------------- | ----------------- | ----------------- | ----------------- | ----------------- | ----------------- |
| Lata                      | Klub                       |                   |                   |                   |                   |                   |                   |                   |                   |                   |
| 2001–2003                 | CSKA Sofia                 |                   |                   |                   |                   |                   |                   |                   |                   |                   |
| Kariera seniorska         |                            |                   |                   |                   |                   |                   |                   |                   |                   |                   |
| Lata                      | Klub                       |                   |                   |                   |                   |                   |                   |                   |                   |                   |
| 2003–2004                 | Lewski Sofia               |                   |                   |                   |                   |                   |                   |                   |                   |                   |
| 2004–2005                 | CSKA Sofia                 |                   |                   |                   |                   |                   |                   |                   |                   |                   |
| 2005–2006                 | Grześki Goplana Kalisz     |                   |                   |                   |                   |                   |                   |                   |                   |                   |
| 2006–2009                 | RC Cannes                  |                   |                   |                   |                   |                   |                   |                   |                   |                   |
| 2009–2013                 | Urałoczka Jekaterynburg    |                   |                   |                   |                   |                   |                   |                   |                   |                   |
| 2013–2014                 | Fakieł Nowy Urengoj        |                   |                   |                   |                   |                   |                   |                   |                   |                   |
| 2014–2015                 | Azəryol Baku               |                   |                   |                   |                   |                   |                   |                   |                   |                   |
| 2015–2016                 | Azerrail Baku              |                   |                   |                   |                   |                   |                   |                   |                   |                   |
| 2017–2018 (od 07.12.2017) | Chemik Police              |                   |                   |                   |                   |                   |                   |                   |                   |                   |
| 2018–2019 (do 01.2019)    | Sławia Sofia               |                   |                   |                   |                   |                   |                   |                   |                   |                   |
| 2019–2019 (od 11.01.2019) | Halkbank Ankara            |                   |                   |                   |                   |                   |                   |                   |                   |                   |
| 2019                      | Sławia Sofia               |                   |                   |                   |                   |                   |                   |                   |                   |                   |
| 2019–2020                 | Nakhon Ratchasima The Mall |                   |                   |                   |                   |                   |                   |                   |                   |                   |

## Sukcesy klubowe
Puchar Bułgarii:
- 2005

Liga bułgarska:
- 2005

Liga polska:
- 2018
- 2006

Puchar Francji:
- 2007, 2008, 2009

Liga francuska:
- 2007, 2008, 2009

Liga rosyjska:
- 2012

Liga azerska:
- 2016
- 2015

## Sukcesy reprezentacyjne
Liga Europejska:
- 2010, 2012
- 2009, 2011, 2013

Puchar Borysa Jelcyna:
- 2014

## Nagrody indywidualne
- 2010: Najlepsza serwująca Ligi Europejskiej
- 2014: Najlepsza blokująca Pucharu Borysa Jelcyna